# ウチの姫さまにはがっかりです…。
『ウチの姫さまにはがっかりです…。』（ウチのひめさまにはがっかりです…。）は、鈴木鈴による日本のライトノベル作品。イラストは藤真拓哉が担当。電撃文庫（アスキー・メディアワークス）より2010年10月より刊行されている。

## あらすじ
クィンストラウス王国の男爵家の次男であるアッシュ・ウィリアックは騎士見習いとして宮殿で働いていた。しかし、彼は数百試合という騎士同士の模擬戦でも一桁しか勝てないという落ちこぼれであり、見習いコックとして調理場に立たされる日々が続いていた。そんなある日、偶然にもイリステラ・クィンストラウス王女の付き人であったサージット・ティリエルと知り合い、その縁もあってイリステラ王女とお近付きになることができた。
しかしそんなある日のこと、アッシュはイリステラ王女とティリエルの禁断の趣味を目撃してしまい、その数日後、王女から皇族の護衛を専任する王国最強とされる『竜戮騎士（ティフォニロス）』に任命される。しかし、落ちこぼれのアッシュにそれが務まるとは誰も思っておらず、1ヶ月以内に騎士団長実力を認めさせねばならなくなるのだった。

## 登場人物

### クィンストラウス王国
アッシュ・ウィリアック
本作の主人公。クィンストラウス王国の男爵家の次男。王国の騎士にあこがれ騎士団に入団するも非力であり、騎士見習い同士で行なわれる数百戦という模擬戦でも一桁しか勝てず、その内半分以上が不戦勝という落ちこぼれ。同僚からは「お嬢ちゃん」とバカにされる。その為調理場で雑役夫やコック見習いしか任されず、料理の腕だけが上がっていく一方であった。イリステラとティリエルの禁断の遊びを目撃してしまい、バレたら王家の存亡に関わる為、イリステラを改心させようと説得を試みる。しかし、イリステラの企みにより『竜戮騎士』に任命されてしまった事で強引に彼女の側に仕える形で口止め料を受け取ることに。そんな手には乗らず改心させようとしたため、苦難の道を歩む事になる。1巻での事件を得てその人柄をドル・ドーザに認められ、現在は『竜戮騎士』見習いとして、修行とイリステラに振り回される日々を送っている。
イリステラ・クィンストラウス
クィンストラウス王国の王女であり皇位継承者。国民の誰からも愛される慈愛に満ちた美少女だが、本質は「人を苛めて喜ぶ」ことが大好きなドSなお姫様。メイドのティリエルとお仕置きごっこで遊んでいるところをアッシュに目撃されてしまい、アッシュに遊びを禁止されてしまう。そのことでアッシュを味方にできれば遊びを続けられると考え、アッシュを『竜戮騎士』として自らの護衛にしようと画策する。暗所恐怖症。レズっ気もあるらしく、キキモラを手篭めにしようとした。
サージット・エルド・ティリエル
イリステラ付きの上級メイド。その正体は「人に苛められて喜ぶ」ドM少女。剣の腕も確かなものがあり、アッシュに剣の技術を教えることになる。
元はノルドガルド諸王国のエルド族の族長の娘。国が滅ぼされた際にドル・ドーザに救出され、メイドとしてイリステラに仕える。
ドル・ドーザ
クィンストラウス王国の伯爵で騎士団長。王国内最強と謳われる『竜戮騎士』の称号を持つ。イリステラの教育係を務めている。ティリエルを救出しイリステラの友達として王国に連れ帰った。
王室専属の護衛として常に国王一家の警護に当たっているが、王妃と王女の気まぐれにいつも頭を悩ませている。
マリアベラ・クィンストラウス
クィンストラウス王国の王妃で、イリステラの母。性格はイリステラとほぼ同じだが、イリステラとは逆に「苛められて喜ぶ」ドM。
クィンストラウスⅣ世
クィンストラウス王国の国王で、イリステラの父。「平等王」と称えられる程の名君だが、イリステラと同様「苛めて喜ぶ」ドSらしい。
マルベス・アーデルハイド
クィンストラウス王国の侯爵で内務大臣。名門貴族出身で、ドル・ドーザと並ぶ頑固者として有名。典型的な階級主義者であり、イリステラにとっては苦手な相手。私生活では孫娘を溺愛するおじいちゃんである。
トレイン・コルトロ
外衛騎士団に所属する騎士で、アッシュの同期。非力なアッシュに分け隔てなく接する親友であり、剣の達人である。アッシュの突然の出世に疑念を抱き、その心の隙を突いたキキモラに心を操られるが、事件後は更に親しい間柄となった。
ヘム・ハルドル
ドルフ商会に所属する新米商人。真面目で素直な少女で、城内に不慣れな彼女をアッシュが精算所に案内した事が、イリステラとの出会いとなっている。

### 魔族（エマ=デモナス）
キキモラ・マインドハッカー
クィンストラウス王国の祭り『聖夏祭』を台無しにするために魔界からやってきた、魔族の少女。優秀な魔法使いで魔力も強力だが、魔族らしからぬ生真面目さと要領の悪さの為に手柄を他の魔族に盗られてばかりいた。最後のチャンスとして『聖夏祭』を台無しにする任務を与えられ、ふとした偶然からイリステラのメイドにさせられるも、イリステラに手篭めにされかけるなど散々な目に遭わされる。その後、魔族の正体を現してイリステラに欲望を増幅させる「呪い」を掛け、更に城内の人々を強力な「魂操り」で翻弄するが、イリステラの欲望が邪心の無い純粋なものだった為に『聖夏祭』が大成功する手助けを行ってしまう。最後はイリステラの「浄化」で魔力の大半を奪われて妖精のように小さくなり、イリステラのペットにされる。アッシュの境遇に同情し、彼に淡い恋心を持つ。

## 書誌情報

### 既刊一覧
- 鈴木鈴（著）・藤真拓哉（イラスト）、アスキー・メディアワークス〈電撃文庫〉、既刊4巻（2011年11月10日現在）

| タイトル                         | 初版発売日     | ISBN              |
| -------------------------------- | -------------- | ----------------- |
| ウチの姫さまにはがっかりです…。  | 2010年10月10日 | 978-4-04-868881-9 |
| ウチの姫さまにはがっかりです…。2 | 2011年2月10日  | 978-4-04-870269-0 |
| ウチの姫さまにはがっかりです…。3 | 2011年6月10日  | 978-4-04-870545-5 |
| ウチの姫さまにはがっかりです…。4 | 2011年11月10日 | 978-4-04-870816-6 |

### 雑誌掲載一覧
| サブタイトル | サブタイトル   | 掲載誌名                               | 発売日            |
| ------------ | -------------- | -------------------------------------- | ----------------- |
| 1            | きしのみるゆめ | 電撃文庫MAGAZINE Vol.18（2011年3月号） | 2011年6月10日発売 |